# Engenheiro Navarro
Engenheiro Navarro este un oraș în Minas Gerais (MG), Brazilia.